# Musée Hosomi

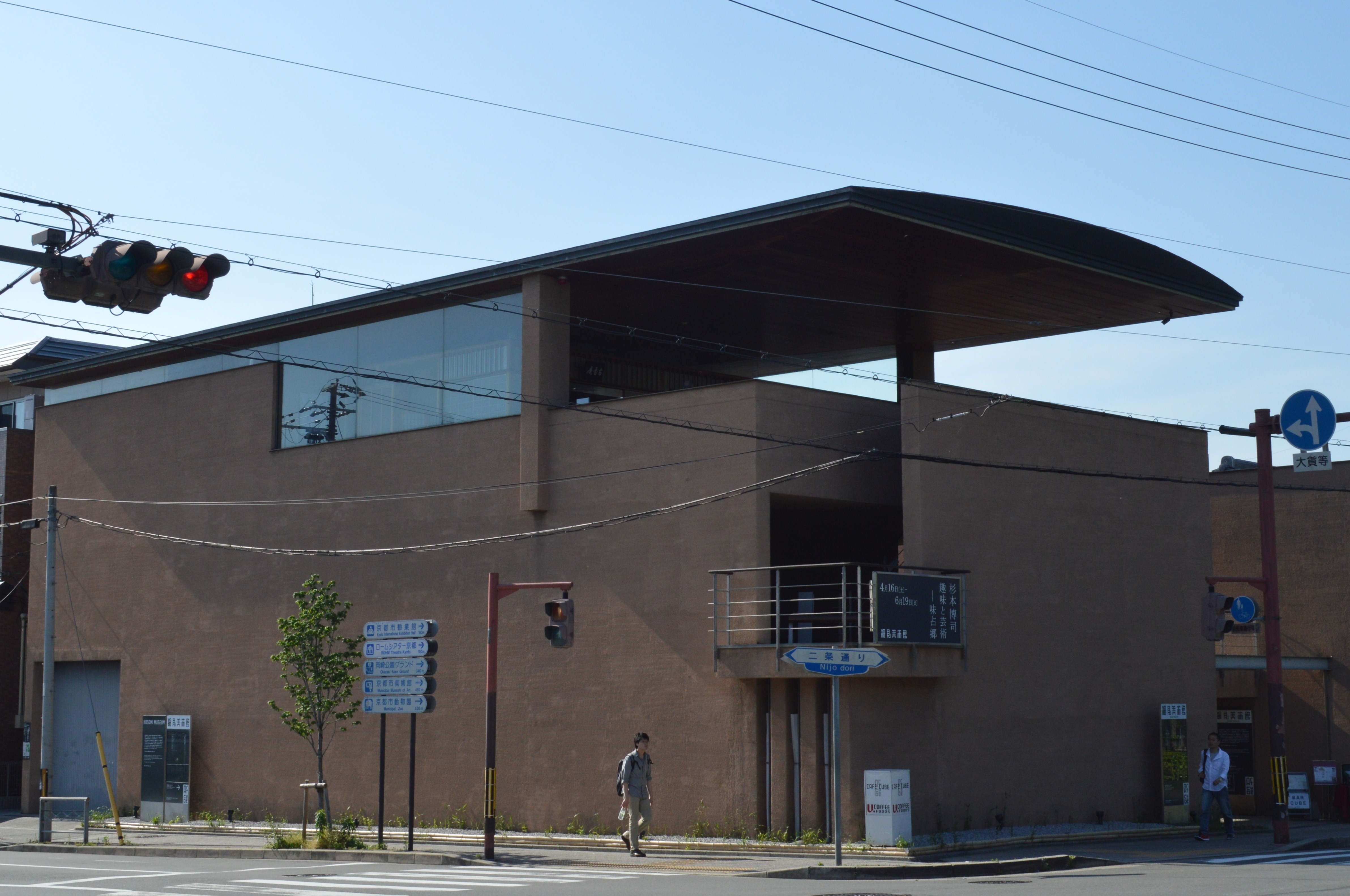
Vue de l'édifice du musée.

Le Musée Hosomi (細見美術館 Hosomi Bijutsukan) est un musée d'art au Japon situé près du parc Okazaki 岡崎公園 (京都市) à Kyoto, ouvert en 1998. La collection, commencée par l'industriel d'Osaka Hosomi Ryō 細見良, réunit un millier d'œuvres dont trente biens culturels importants, incluant des terres cuites funéraires (haniwa) et des ustentiles pour la cérémonie du thé, jusqu'à des peintures de la période Heian et Kamakura, aussi bien que des peintures d'Itō Jakuchū et de Katsushika Hokusai. Ces œuvres sont exposées par rotation avec quatre ou cinq expositions par an,,.
L'art de l'époque Edo (1600-1868) s'y retrouve sur un paravent représentant des Divertissements.

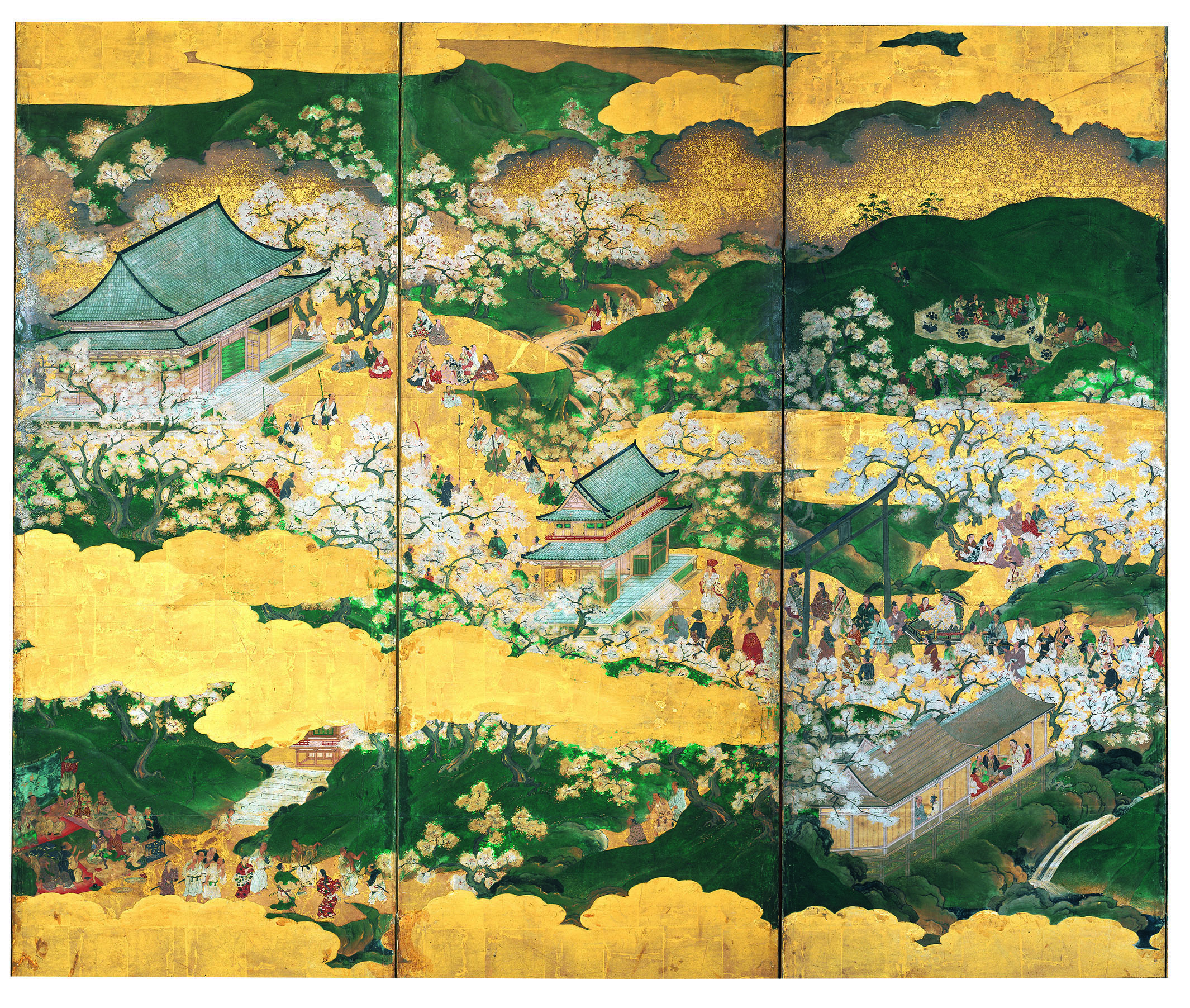
Paravent: paysage avec arbres en fleurs à Yoshino, artiste inconnu
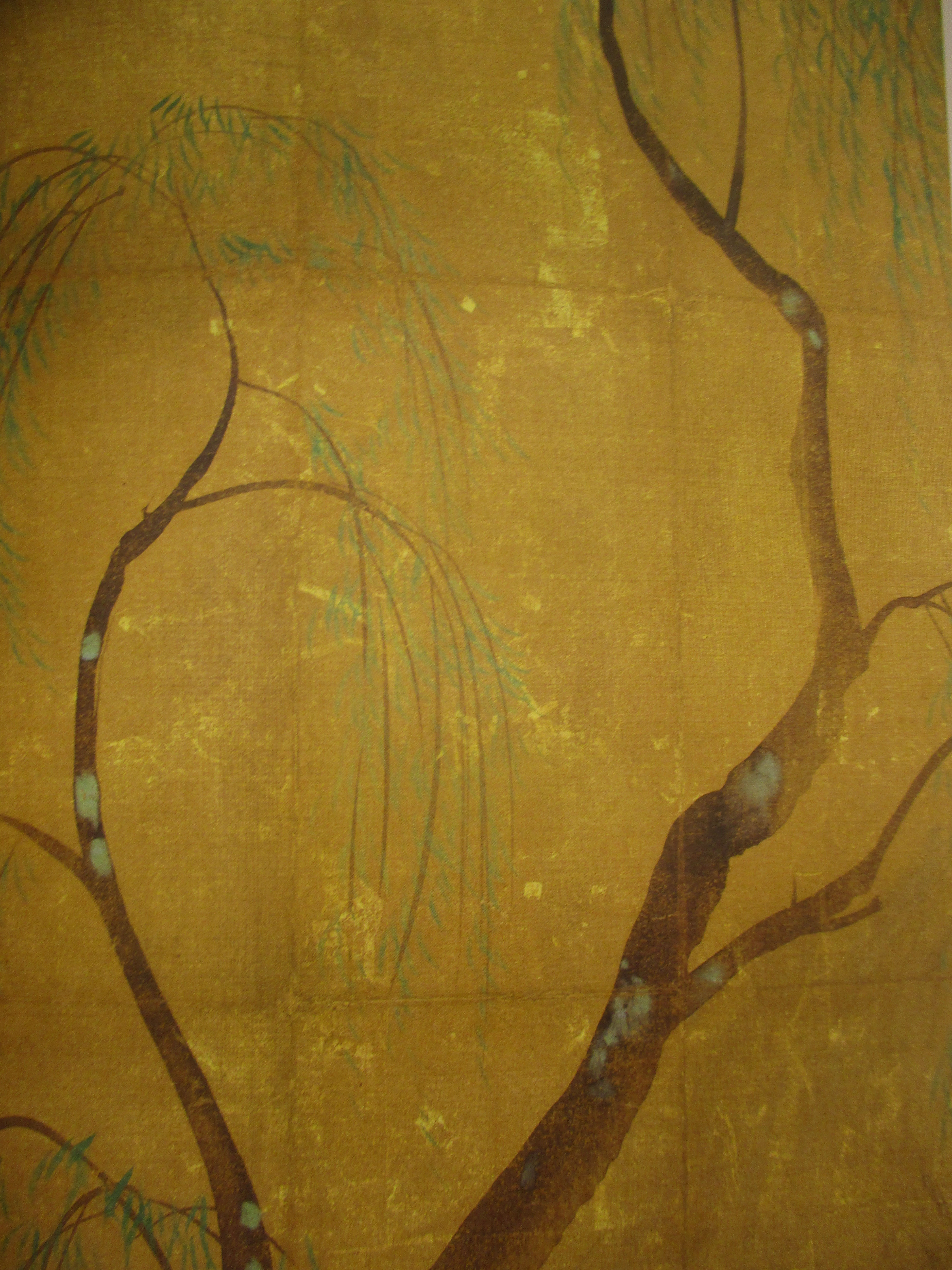
Saule pleureur, papier peint sur feuilles d'or, d'Ogata Korin (entre 1704 et 1711).
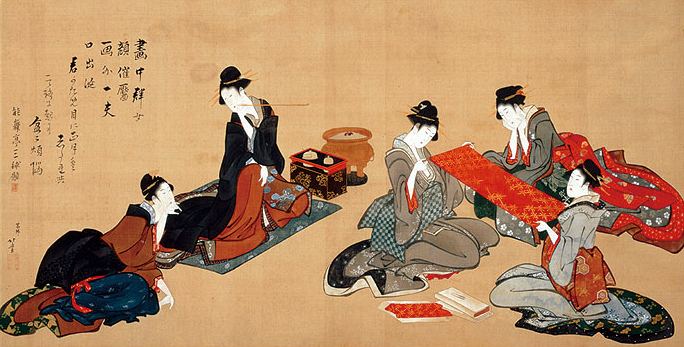
Les Cinq beautés d'Hokusai.